# Sangre (utilería)

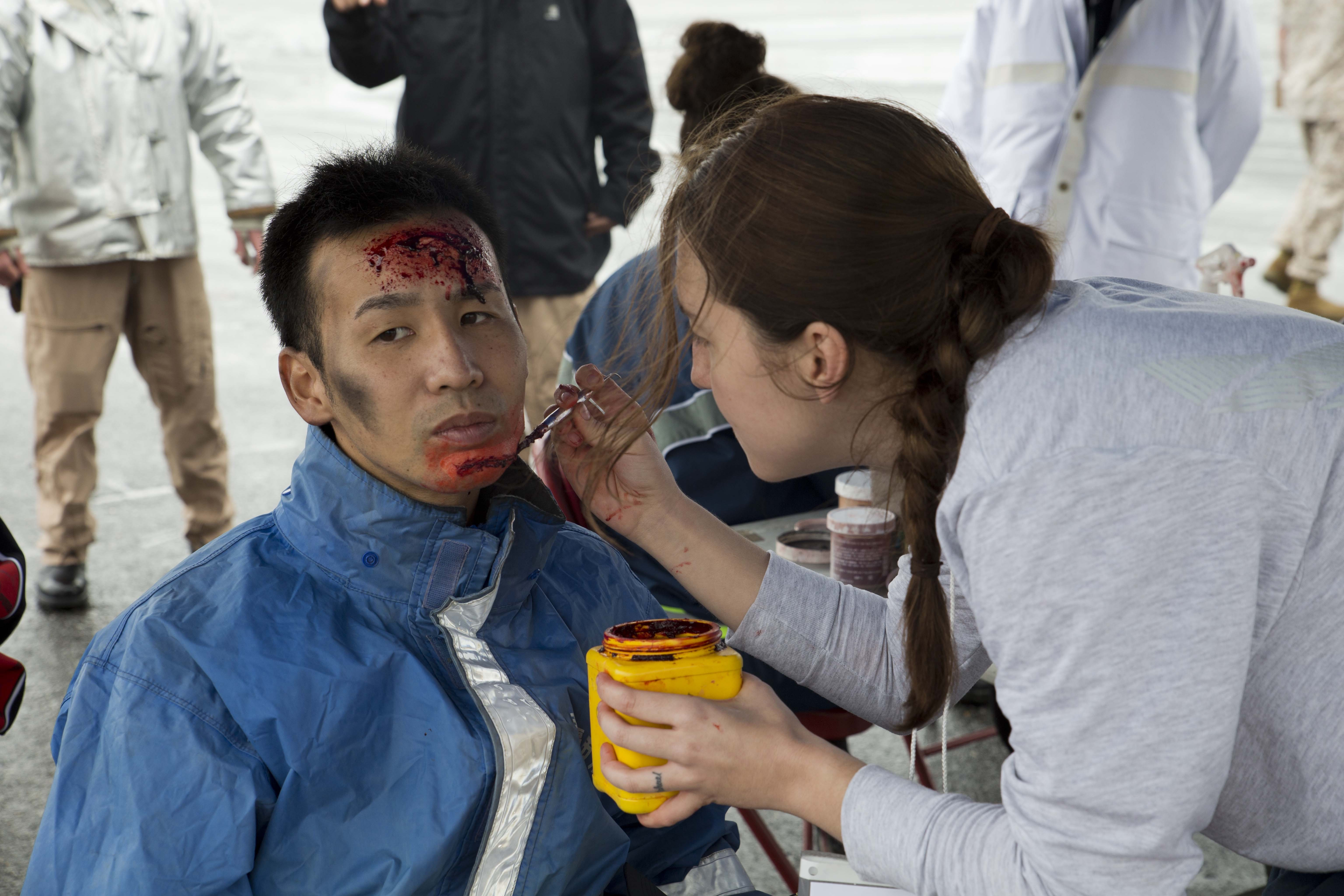
La sangre de utilería es una de las herramientas para la simulación de heridas o moulage. En imagen paramédicos en Japón entrenan en un simulacro de accidente aéreo.

La sangre de utilería es un elemento utilizado en muchas obras de teatro y en el cine, comúnmente como parte del maquillaje del animal, actor o actriz.
Ya que no se practica el utilizar sangre verdadera, se le sustituye por una mezcla de sustancias que se le parece. Generalmente se utiliza alguna sustancia espesa, como la miel, de un color claro, y jabón líquido para darle textura. Tras agregar respectivamente una proporción de 2:1, se agrega colorante rojo para la pigmentación y amarillo para ajustar el tono.